# Юлдашева, Мубара
Мубара Юлдашева, другой вариант имени — Мубарак (узб. Muborak Yoʻldosheva; 1920 год, Туркестанская АССР — неизвестно, Узбекская ССР) — хлопковод, бригадир полеводческой бригады колхоза имени Кирова Орджоникидзевского района, Ташкентская область, Узбекская ССР. Герой Социалистического Труда (1957).

## Биография
Родилась в 1920 году в крестьянской семье в одном из сельских населённых пунктов современного Кибрайского района. Окончила местную сельскую школу. С 1934 года трудилась рядовой колхозницей, звеньевой, бригадиром полеводческой бригады в колхозе имени Кирова Орджоникидзевского района.
В 1956 году бригада под её руководством собрала ручным способом в среднем с каждого гектара по 45 центнеров хлопка-сырца с площади 60 гектаров. Указом Президиума Верховного Совета СССР «О присвоении звания Героя Социалистического Труда колхозникам, колхозницам, работникам машинно-тракторных станций, совхозов, партийным и советским работникам Узбекской ССР» от 11 января 1957 года удостоена звания Героя Социалистического Труда за «выдающиеся успехи, достигнутые в деле развития советского хлопководства, широкое применение достижений науки и передового опыта в возделывании хлопчатника и получение высоких и устойчивых урожаев хлопка-сырца» с вручением ордена Ленина и золотой медали «Серп и Молот».
С 1957 года — член КПСС, с 1960 по 1971 года — заведующая детским садом в колхозе имени Кирова Орджоникидзевского района. С 1971 года — бригадир хлопководческого звена в этом же колхозе.
Дата смерти не установлена.